# Radio38
Radio38 ist ein privates Regionalradio mit Sitz in Braunschweig. Es sendet seit dem 28. Januar 2015. Das Sendegebiet erstreckt sich im Westen vom Weserbergland bis zur Elbe im Osten. Im Norden reicht der terrestrische Empfang bis Lüneburg, im Süden bis in die Harzer Berge. Das Hörfunkangebot für Ostniedersachsen erreicht somit auch weite Teile des benachbarten Landes Sachsen-Anhalt. Als Kernsendegebiet gilt die Postleitzahlenregion 38 mit dem Ballungsraum Braunschweig/Wolfsburg.

## Gesellschafter
Gesellschafter von Radio38 mit Beteiligung ab 10 % sind:
- 46,80 % FUNKE Medien Niedersachsen GmbH
- 18,86 % VMG Verlags- und Medien GmbH & Co. KG
- 10,0 % Rolf Schnellecke

Seit März 2024 setzt dich der Gesellschafterkreis wie folgt zusammen: 
42,20 % FUNKE Medien Niedersachsen GmbH,
25,16 % Volksbank BRAWO eG,
24,86 % Radio 38 Freunde GmbH & Co. KG
05,56 % Autohaus Wolfsburg Hotz und Heitmann GmbH & Co. KG
02,22 % Jeannine Binsfeld

## Programm
Das 24-stündige Vollprogramm von Radio38 setzt gezielt auf regionale Berichterstattung und legt seinen Fokus auf die Zielgruppe der 20- bis 60-Jährigen. Neben Deutschland-/Weltnachrichten zur vollen Stunde sendet Radio38 tagsüber um acht nach halb Regional-/Lokalnachrichten. Insgesamt umfasst das Programmangebot eine Kombination aus den Formaten Adult Contemporary und Middle of the Road. Radio38 ist von der Niedersächsischen Landesmedienanstalt lizenziert.
Mit seiner 15 kW starken UKW-Frequenz 100,3 MHz, die am 20. Januar 2016 aufgeschaltet wurde und seitdem die weitaus schwächere Frequenz 96,8 MHz ersetzt, erzielt Radio38 laut Media Broadcast eine technische Reichweite von knapp drei Millionen Menschen. Für die Stadt Wolfsburg steht eine zweite Frequenz auf 93,8 MHz zur Verfügung. Weiterhin ist Radio38 über seinen Internetstream weltweit zu empfangen sowie seit Juli 2023 auch digital terrestrisch über DAB+.

## Moderatoren
- Karsten Löwe
- Marie Knoblauch
- Paula Bayer